# Empire éthiopien
990 – 12 septembre 1974
(984 ans)
Entités précédentes :
- Royaume d'Aksoum
- Dynastie Zagwés
- Occupation italienne (1941)

Entités suivantes :
- Occupation italienne (1936)[2]
- Gouvernement militaire provisoire de l'Éthiopie socialiste

L'Empire éthiopien (en amharique : መንግሥተ ኢትዮጵያ, Mängəstä Ityop'p'ya), aussi connu comme Abyssinie, est un ancien empire d'Afrique fondé autour de 1270, lorsque Yekouno Amlak renverse Yetbarek, le dernier souverain de la dynastie Zagwés, ce qui donne lieu à la fondation de la dynastie salomonienne, à cause de son origine revendiquée du roi Salomon ; Yekouno Amlak prit alors le titre de Negus neghesti (ንጉሠ ነገሥት), ou « Roi des rois ».
L'empire a couvert une zone géographique comprenant l'Érythrée et la moitié nord de l'Éthiopie actuelle.
Mené presque continuellement par des membres du groupe pan-ethnique Habesha (en) (d'où le nom Abyssinie), principalement composé de Oromos, Amharas et Tigréens, l'Empire éthiopien a réussi à repousser les Arabes et les armées turques, à engager des relations amicales avec plusieurs pays européens, et à éviter la colonisation au cours du XIXe siècle.
À la suite de l'occupation britannique de l'Égypte en 1882, l'Éthiopie et le Liberia ont été les deux seuls pays africains à rester indépendants au cours du partage de l'Afrique par les pays européens fin XIXe siècle.
En 1974, l'Éthiopie était l'un des trois seuls pays dans le monde ayant comme chef d'État un empereur (avec l'Iran de la dynastie impériale des Palhavi, le dernier ayant été détrôné en 1979 ; et le Japon, qui a encore un empereur pour souverain).
L'Empire éthiopien prend fin avec la déchéance du dernier empereur d’Éthiopie, Haïlé Sélassié Ier, à la suite de la révolution de 1974. On peut cependant noter que peu après la chute de l'empire éthiopien, la Centrafrique a été également proclamée empire par son chef d'État, Jean-Bedel Bokassa, maintenant temporairement le nombre d'empires à trois, jusqu'en 1979. Depuis lors, le seul empire subsistant formellement est le Japon.

## Histoire

### D'mt et le royaume d'Aksoum
Selon le récit épique du Kebra Nagast, Menelik Ier a fondé l'Empire éthiopien en 980 avant Jésus-Christ. L'empire d'Axoum s'est développé à partir du IVe siècle av. J.-C. pour atteindre son apogée au Ier siècle. Vers 365 de notre ère, le royaume adopte le christianisme comme la religion d'État et devient ainsi l'un des premiers États chrétiens.

### Moyen Âge éthiopien
Après la conquête de Aksoum par la reine Gudit (ou Yodit), commence une période que certains chercheurs appellent le Moyen Âge éthiopien. Selon la tradition éthiopienne, elle a régné sur les restes de l'Empire aksoumite pendant 40 ans avant de transmettre la couronne à ses descendants.
On sait très peu de choses sur cette reine et sur cet hypothétique État. Ce qui est évident, cependant, c'est que son règne a marqué la fin du contrôle axoumite en Éthiopie.

### Dynastie Zagwés
Le dernier des successeurs de la reine Yodit a été renversé par Mara Takla Haymanot qui a fondé la dynastie Zagwés en 1137, qui a épousé une femme descendant du dernier empereur axoumite afin d'affirmer son héritier légitime. L'appartenance ethnique Zagwe était Agaw dont la puissance n'a pas été étendue beaucoup plus loin de leur région. La capitale était à Adafa, non loin de la moderne Lalibela dans les montagnes du Lasta. Le royaume chrétien des Zagwés s'affermit au XIIIe siècle sous le règne de Gebre Mesqel Lalibela et établit la doctrine idéologique royale dans laquelle chaque roi est un élu de Dieu, héritier d'Israël, descendant du roi Salomon et de la reine de Saba, et détenteur de l'Arche d'alliance.
Le récit historiographique de la dynastie salomonienne s'attribue cet héritage, mais les recherches historiques permettent de confirmer que cette idéologie royale d'ascendance est pratiquée durant la dynastie Zagwés et renforcée sous Lalibela.

### Dynastie salomonide

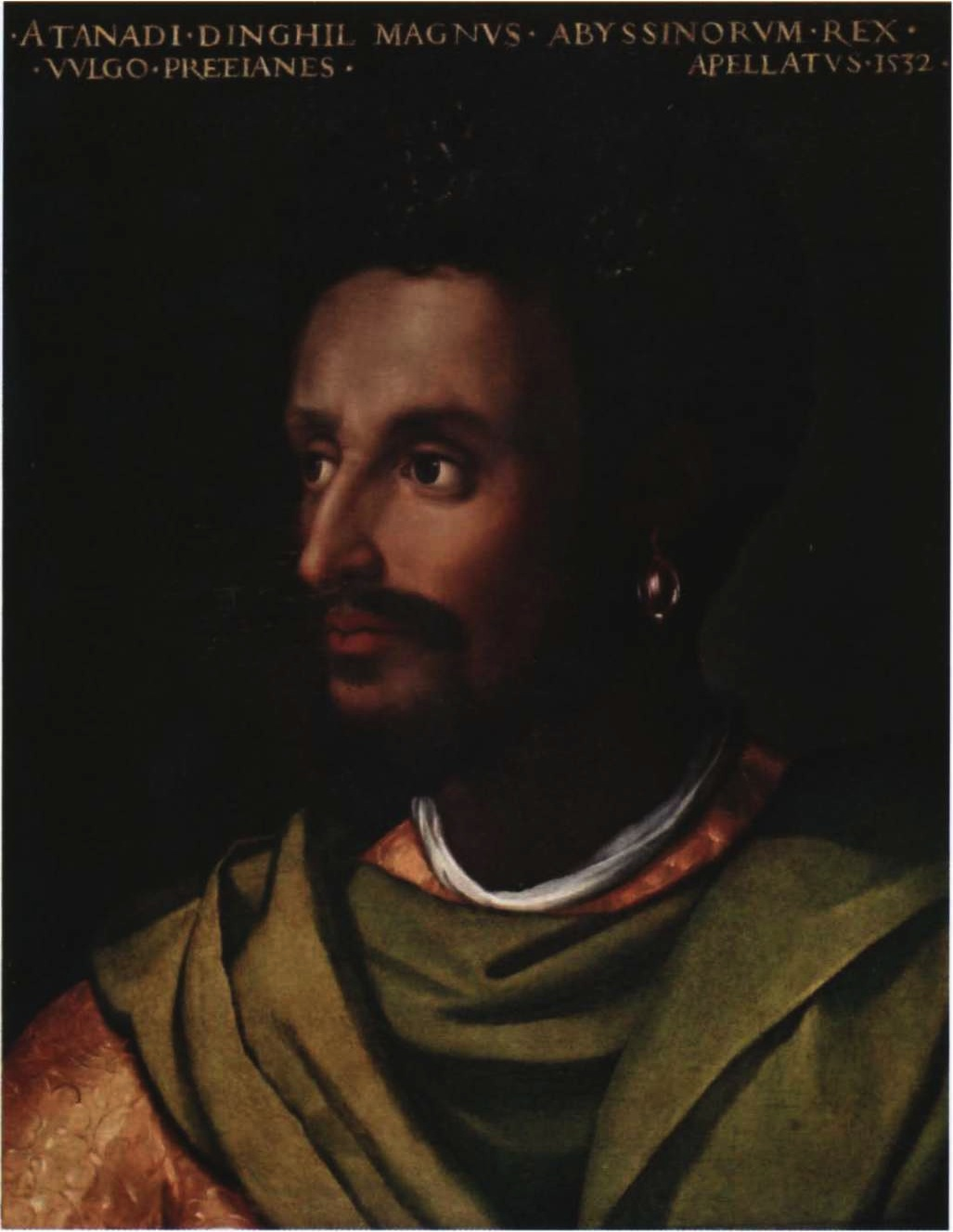
David II d'Éthiopie, empereur d'Éthiopie (Négus) de 1508 à 1540, membre de la dynastie salomonide. Peinture de Cristofano dell'Altissimo, peintre florentin du XVIe siècle.

En 1270 la dynastie Zagwe a été renversée par Yekouno Amlak qui dupplique l'organisation politique et territoriale du pays et affirme correspondre à l'idéologie royale établie par les Zagwés, se déclarant lui-même descendant des empereurs axoumites du roi Salomon. Les successeurs de Yekuno Amlak marquent la rupture dynastique en désavouant les Zagwés et en les qualifiant d'usurpateurs dans l'historiographie qu'ils dessinent dès le XIVe siècle. Cette réécriture présente alors Yekuno Amlak et ses successeurs comme les seuls héritiers légitimes des souverains aksumites et seuls descendants du roi Salomon et de la reine de Saba. Cette historiographie est encore aujourd'hui intégrée à l'historiographie moderne, bien qu'inexacte.
La dynastie salomonide règne avec quelques interruptions de 1270 à la fin du XXe siècle. Ce fut sous cette dynastie que l'essentiel de l'histoire moderne de l'Éthiopie s'est déroulée. Au cours de cette période, l'Empire a conquis et incorporé pratiquement tous les peuples à l'intérieur de l'Éthiopie moderne. Les Éthiopiens ont combattu avec succès les armées italiennes, les Arabes et les Turcs. Ils ont établi des contacts fructueux avec des puissances européennes et se sont alliés notamment avec le Portugal contre les Ottomans et le sultanat de Somalie Adal dirigé par Ahmed Ibn Ibrahim Al-Ghazi lors de la conquête de l'Abyssinie.
Les conquêtes effectuées par Amda Seyon Ier permettent d'affirmer la domination du royaume Éthiopien en soumettant le royaume de Damot ainsi que les sultanat voisin, par occupation directe ou assujettissement. Les territoires à la périphérie du royaume deviennent tributaires tout en gardant un gouvernement musulman, permettant ainsi une porosité des frontières, cultures et religions.
Plusieurs conflits continue de se produire durant les XIVe et XVe siècles, résultant d'une alternance de périodes de compétition et de symbiose économique. En effet, le territoire salomonide possède de nombreuses ressources (or, ivoire, esclaves) mais dépendent des ports musulmans actifs au sein des routes commerciales de l'océan indien. Des villes-marchés sont fondées, s'établissant sur le principe de gouvernance chrétienne avec des quartiers commerçants musulmans .
Les deux sociétés complémentaires voient apparaitre le long des routes commerçantes de petites cités musulmanes tandis que la cour royale se caractérise par sa mobilité. La présence du roi permettait de maintenir un contrôle territorial et de pouvoir rapidement mobiliser les forces afin de répondre aux incursions. 

### Invasion par le sultanat d'Adal

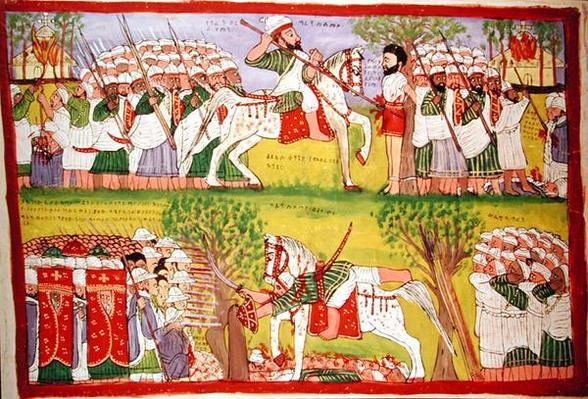
Incendie d'une église et mise à mort du capitaine portugais Christophe de Gama par Ahmed Gragne (en haut). Défaite et mort d'Ahmed Gragne (en bas). Peinture éthiopienne, 1900.

En 1529, les forces du sultanat d'Adal ( composé d'Afar[Quoi ?], Oromo Somali[Quoi ?] ) et menées par Ahmed Ibn Ibrahim Al-Ghazi, surnommé Gragne (« le Gaucher »), envahissent l'Empire éthiopien dans ce qu'on appelle la guerre Adal-Éthiopie. L'occupation par Adal dure 14 ans. En 1541, l'empire maritime portugais envoie un corps expéditionnaire avec de l'artillerie pour soutenir l'empereur Claude (Gelawdéwos) qui résiste à l'occupant. João Bermudes (~1500-~1575), médecin portugais, prétendu « Patriarche du Prêtre Jean », évoque ces événements. L'Empire ottoman musulman, à son tour, envoie une force de soutien avec des canons à Adal. En 1543, Ahmed Gragne est tué et la dynastie salomonide est restaurée. Gelawdéwos doit encore combattre les Oromos qui envahissent sa frontière nord. Entre 1554 et 1559, les Ottomans, de nouveau alliés à Adal, occupent la côte de la mer Rouge, l'actuelle Érythrée, qui devient la province ottomane de Habesh.

### L'Ère des Princes

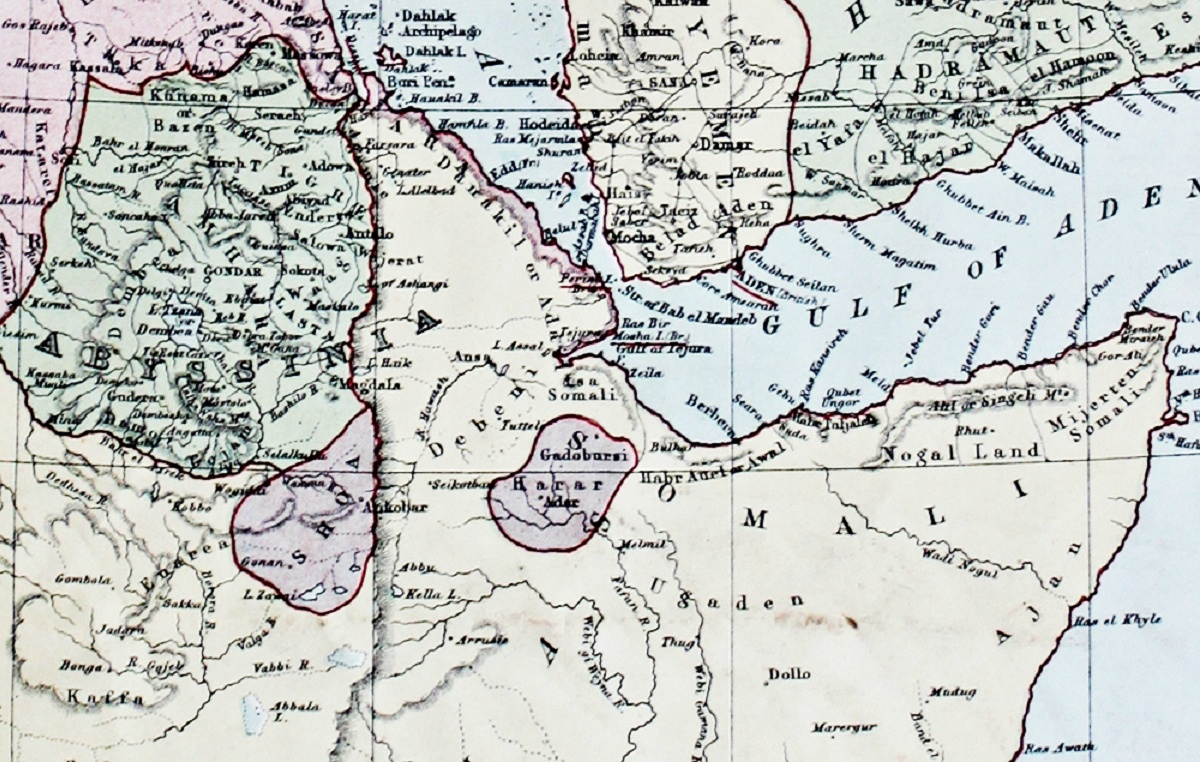
Carte de l'Ethiopie en 1873

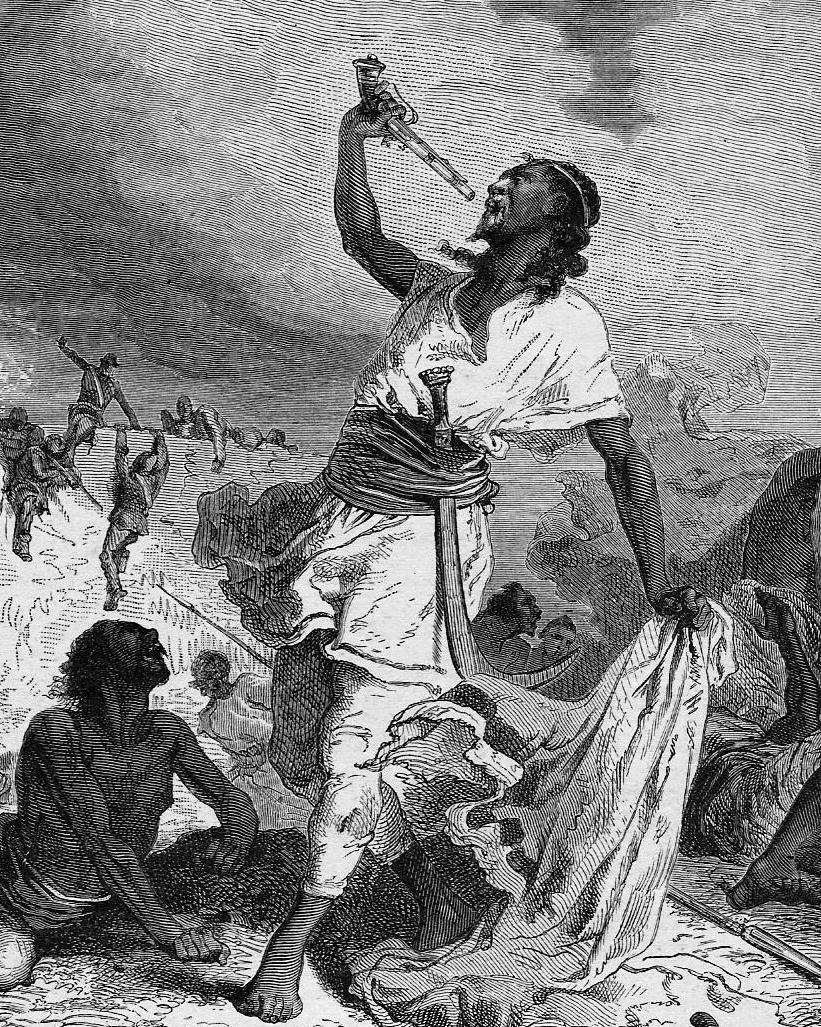
Le suicide de Théodore II durant la campagne britannique.

Entre 1769-1855, l'empire d'Éthiopie connut une période marquée par de nombreux conflits entre les ras et l'empereur, dont le domaine ne s’étendait plus que sur une zone autour de l'ancienne Gondar, qui entraînèrent une stagnation dans le développement de la société et de la culture. Les conflits religieux, aussi bien au sein de l'Église orthodoxe éthiopienne que contre les musulmans étaient souvent utilisés comme un prétexte pour des affrontements mutuels. L'Ère des Princes a pris fin avec le règne de Téwodros II.

### L'empereur Théodore II et le partage de l'Afrique
En 1868, à la suite de la détention de certains missionnaires et représentants du gouvernement britannique, le Royaume-Uni lance une expédition punitive en Éthiopie. La campagne est un succès pour la Grande-Bretagne et l'empereur Théodore II de l'Éthiopie se suicide. L'année 1880 est caractérisée par la partition de l'Afrique. L'Italie est à la recherche d'une présence coloniale en Afrique, elle envahit alors l'Éthiopie et obtient avec succès certaines régions côtières et signe avec l'empereur Ménélik II le traité de Wouchalé, la colonie d'Érythrée est alors créée. Toutefois, des différences significatives entre la traduction italienne et amharique sont présentes dans le traité de Uccialli : l'Italie demande la mise en protectorat de l'Éthiopie, cette dernière répudie le traité en 1893. Humiliée, l'Italie déclare la guerre à l'Éthiopie en 1895. La Première Guerre italo-éthiopienne mène à la bataille d'Adoua en 1896, lorsque l’Éthiopie bat de façon décisive l’Italie. En conséquence, le traité d'Addis-Abeba est signé en octobre, qui délimite les frontières de l'Érythrée et force l'Italie à reconnaître l'indépendance de l'Éthiopie. Les délégations du Royaume-Uni et France dont les colonies bordent l'Éthiopie décident alors d'aller dans la capitale éthiopienne pour négocier leurs propres traités alors que les campagnes de Menelik II de 1875 à 1900 ont triplé la superficie de son empire.

### Occupation italienne
L'Éthiopie est occupée par l'Italie, de 1936 à 1941 jusqu'à sa libération par des forces anglaise et arbenuoch (résistance éthiopienne) attaquant l'armée italienne au nord et des forces belgo-congolaises attaquant au sud. Le negusse negest Haïlé Sélassié Ier est réinstallé sur son trône.

### Derg et la chute de la monarchie
En 1974 une organisation armée marxiste-léniniste aux positions pro-soviétiques, le Derg, dirigé par Mengistu Haile Mariam, met fin au règne de Hailé Selassié. Ce dernier est emprisonné et meurt en août de l'année suivante dans des circonstances encore inexpliquées. Une des hypothèses avancées est qu'il est mort des suites de ses conditions de détention, et de l'absence de traitement médical. Certains[réf. nécessaire] spéculent aussi qu'il a été assassiné. La monarchie est officiellement abolie le 12 mars 1975.
Mengistu Haile Mariam est déposé en 1991. Il s'enfuit alors au Zimbabwe où il est accueilli par Robert Mugabe. Il est condamné à mort par contumace en 2006 par un tribunal éthiopien sous l'inculpation de génocide et de crimes contre l'humanité.

## Monnaie
La monnaie la plus courante des premières périodes de l'histoire du royaume était des objets essentiels tels que des "amole" (barres de sel), des morceaux de tissu ou de fer et plus tard des cartouches. Au XIXe siècle, l'Ethiopie utilisa enfin une monnaie qui était le thaler de Marie-Thérèse, c'était devenu le moyen d'échange pour les transactions importantes jusqu'à ce que Ménélik commença enfin à frapper la monnaie locale au tournant du siècle.

## Urbanisme
Au fil des siècles, la civilisation éthiopienne a connu plusieurs centres urbains, le plus notable étant la ville monumentale d'Aksoum datant du début de l'ère chrétienne. Soumis aux tensions internes et externes, la richesse et le pouvoir politique d'Aksoum a commencé à décliner à la fin du VIIe siècle. Ce déclin d'influence et de pouvoir résulta a la disparition de l'urbanisme.
Tout de même, à la fin du IXe siècle, deux historiens Arabes, Al Yaqubi, écrivant vers l'an 872, et Al Masudi, écrivant en 935, mentionnent l'urbanisme éthiopien sous la forme de "nombreux villages" et "d'importantes villes". Cependant, ces rapports n'étaient pas basés sur des observations directes de leurs compilateurs, contrairement aux récits portugais détaillés des années 1500 et 1600, ces nombreuses "importantes villes" dont il ne reste aucun vestige apparent, étaient probablement du "bouche à oreille" qui provenaient de marchands arabes ayant visité quelques colonies administratives et commerciales sur la côte, comme l'affirme l'historien Frederick C. Gamst, il ajoute aussi que les auteurs arabes faisaient référence à un urbanisme en déclin vers le IXe siècle, un urbanisme limité dans son étendue par une guerre constante avec les Agew. Ce à quoi ils faisaient allusion était sans aucun doute une légère reprise économique.
Une lettre écrite vers 980 apr. J.-C. au Roi de Nubie par l'Empereur d'Ethiopie stipule qu'une reine des Agew était en train d'incendier des églises et de dévaster les villes et la campagne, provoquant l’empereur à fuir d’un endroit à l’autre. L'histoire orale éthiopienne raconte aussi comment une reine des Fäläša Agew, nommée "Judith" ou "Feu" dans diverses versions, détruisa Aksoum et d'autres villes du nord du pays vers le IXe ou Xe siècle apr. J.-C. La lettre et les traditions orales pourrait faire référence au même événement survenu pendant la période tumultueuse de déclin économique et de destruction militaire de l’urbanisme. Des inscriptions découvertes à Aksoum confirment que la ville a été détruite à cette époque. Par la suite de ces évènements, la ville d'Aksoum, n'étant plus que l'ombre de ce qu'elle était, est malgré tout restée un centre religieux tout au long des siècles.
Manoel de Almeida, un missionnaire jésuite portugais du XVe siècle a déclaré lors de son arrivée que la ville d'Aksoum avait à cette époque une population d'environ 100, mais Pedro Páez a enregistré une estimation plus réaliste dans la meme période indiquant une population de 1 000 habitants ou moins.
Il n'y a aucune preuve de l'existence d'autres petites villes de ce type au cours des sept siècles suivants après la destruction d'Aksoum, mais quelques autres petites agglomérations non-documentées auraient pu avoir existé.
Une résurgence plutôt modeste de la richesse et de la puissance éthiopienne, centrée dans la région de Lasta au XIIe ou au XIIIe siècle apr. J.-C., a donné lieu à la construction à Lalibela d'églises aux proportions véritablement monumentales, ce sont d'immenses monolithes habilement taillés dans des affleurements de roche solide,. Malgré cette renaissance architecturale, nous n'avons aucune preuve documentaire, orale ou archéologique de l'urbanisme à Lalibela.